# Geologia del Piemonte
Dal punto di vista geologico il Piemonte è una regione in cui sono presenti importanti catene montuose estese aree collinari e di pianura. 

## Origine del territorio nel paleocontinente Laurasia

Formazione Oceano Tetide

Nel Triassico 256 milioni di anni fa mentre ad occidente dell'Europa attuale si andava formando l'Oceano Atlantico, alla latitudine dell'Italia era presente un grande golfo nel quale era ciò che rimaneva dell'antico oceano, il quale nel tempo cominciò a prosciugarsi e la sua superficie cominciò ad inarcarsi e risalire a causa del fenomeno di subduzione, la superficie si riscaldò anche a causa del calore prodotto dalla risalita del magma proveniente dal centro della terra.
Circa 220 milioni di anni fa questo processo terminò formando rilievi e valli che poi si separarono nei due ampi paleocontinenti nominati Laurasia e Gondwana.
L'allontanamento dei due paleocontinenti proseguì per altri 40 - 60 milioni di anni.
L'acqua si intromise tra i due paleocontinenti che si stavano separando e diede origine al paleoceano detto Tetide che raggiunse la sua massima ampiezza 140 milioni di anni fa.
Le lave provenienti dal mantello terrestre intanto si amalgamavano sulla dorsale medio atlantica del fondo marino venendo ricoperte da sedimenti, alcune rocce provenienti da questo antico oceano si possono ora trovare sulle Alpi e sull'Himalaya.
Queste rocce, Ofioliti si trovano in grande quantità nelle alpi occidentali esempi dei sedimenti si trovano nelle Alpi piemontesi e più precisamente, nei monti Chaberton, Gardiol, Roc Bucher, e Rognosa di Sestriere dove si possono anche trovare resti fossili dei coralli provenienti dalla barriera corallina.
A causa della variazione delle condizioni termiche del mantello terrestre, circa 130 milioni di anni fa i due paleocontinenti che si stavano allontanando l'uno dall'altro iniziarono a riavvicinarsi.
Questo movimento di riavvicinamento produsse la subduzione del fondo oceanico al di sotto della placca africana (Gondwana).
Le rocce sprofondate, sottoposte a forti pressioni e altissime temperature subirono piegamenti e trasformazioni che ne cambiarono la composizione mineralogica (metamorfosi rocciosa).
Esempio di tali rocce si può trovare sulle Alpi piemontesi in Val Chiusella, Valsesia e nelle Valli di Lanzo.

## Origine dell'Area Mediterranea, formazione della catena alpina italiana

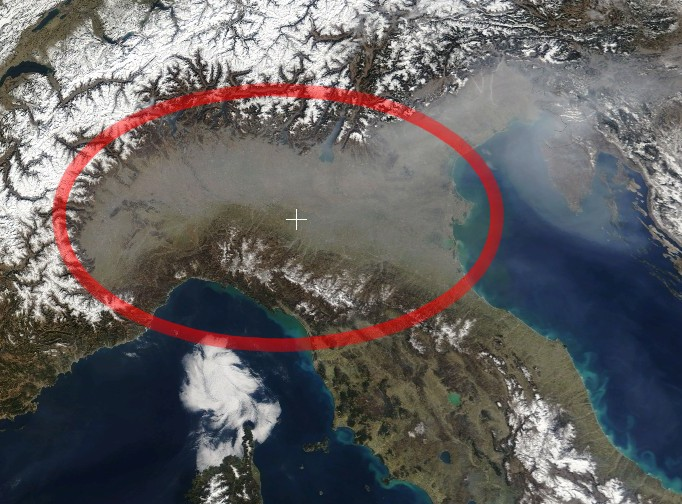
Immagine dal satellite dell'Italia settentrionale:le Alpi e la Pianura Padana, la val padana è orientativamente la zona coperta da foschia all'interno del bordo rosso

L'evoluzione geologica continuò fino alla scomparsa dell'Oceano della Tetide, i due continenti vennero di nuovo a contatto producendo una collisione. Il primo blocco del Gondwana a collidere con la Laurasia fu il promontorio chiamato Apulia la paleo penisola italiana e da questo scontro nacquero le Alpi.
Il limite tra il margine meridionale e quello settentrionale dei paleocontinenti si manifesta nella faglia (lineamento Insubrico) che attraversa le Alpi da est a Ovest.
L'accavallamento della crosta africana sopra quella Europea produsse un raddoppio dello spessore della crosta che di conseguenza rallentò il movimento di collisione. Estese coltri rocciose che costituivano parte del mantello, della crosta oceanica e di quella continentale vennero spinte in superficie accavallandosi le une sulle altre. In questo periodo e a causa di questa collisione si ha la compressione di ampi volumi rocciosi con conseguente innalzamento ed espansione laterale della catena alpina. A temperature che vanno da 450 a 650 gradi centigradi e pressioni pari da 3 a 7 kilobar, si producono rocce come i calcecisti marmi, ortogneiss, anfiboliti, granuliti, paragneiss, micascisti e filladi molto diffuse nel territorio piemontese.
33 milioni di anni fa un'anomalia termica prodotta dal raddoppio della crosta continentale portò alla fusione delle rocce profonde con risalita in superficie del magma questo evento è testimoniato da rocce magmatiche che affiorano nel Piemonte centro-settentrionale. Fu in questo periodo che avvenne la maggior parte del sollevamento della catena alpina. L'innalzamento era pari ad alcuni centimetri all'anno. 
L'innalzamento avvenne in modo disomogeneo perché le Alpi erano suddivise da faglie e fratture plurichilometriche. 
20 milioni di anni fa la catena alpina era praticamente completa, soggetta alle azioni di erosione atmosferica. 
I fiumi trasportarono i sedimenti che andarono ad accumularsi ai piedi delle Alpi e ricoprendo il mare adiacente attuale area del Piemonte centrale, formando la Collina del Monferrato, le Langhe e la Pianura padana

## Formazione della Pianura Padana
20 milioni di anni fa la catena alpina era oramai costituita, nell'area mediterranea si produsse una nuova risalita di calore dal mantello terrestre che determinò l'inarcamento e la rottura della crosta europea dalla quale si distaccò il blocco sardo - corso, la micro zolla sardo corsa fece perno sul golfo ligure eseguendo una rotazione antioraria di 50° e formando il mar Ligure. Il mare ricopriva la Collina di Torino, le Langhe, il Monferrato e la Pianura Padana. La rotazione del blocca sardo-corso contrastata dal blocco africano produsse una pressione che dette origine agli Appennini. 
8 milioni di anni fa ad est del blocco sardo-corso si aprì da nord a sud un'ampia frattura che separò la penisola italiana dalla Corsica e dalla Sardegna, questa frattura si allargò fino a diventare il Mar Tirreno. Nel periodo che va da 7 a 5 milioni di anni fa il Mar Mediterraneo fu chiuso e restò isolato dall'Oceano Atlantico. Questo produsse l'aumento della temperatura delle Acque che trasformò il Mar Mediterraneo in un basso Lago salato con molte zone prosciugate, questa condizione che durò diverse centinaia di migliaia di anni fece depositare sedimenti di tipo salino le evaporiti. Successivamente il Mar Mediterraneo si aprì e l'acqua dell'oceano riprese a circolare, tra la catena alpina e quella appenninica si era formato un golfo triangolare che ricopriva l'intera Pianura Padana.

A seguito dei continui sollevamenti della catena alpina ed appenninica il mare si ritirò da questo golfo e l'accumulo di sedimenti portati dai fiumi diede origine ad una pianura alluvionale che corrisponde all'attuale Pianura Padana. I depositi marini di questo periodo sono visibili nell'attuale area astigiana del Piemonte, ma sono presenti anche nel Biellese ed allo sbocco della Val Sesia e Val Sassera a testimoniare che il mare arrivava fin quasi sotto alla catena alpina. Alcune isole emergevano dal mare che ricopriva il Piemonte, l'attuale Collina torinese e del Basso Monferrato.
Dai resti fossili sappiamo che il clima di quel periodo era di tipo subtropicale, e quindi più caldo ed umido di quello attuale. I corsi d'acqua portavano i loro detriti formando dei delta sui quali pascolavano branchi di rinoceronti, elefanti, cervi e cavalli. I corsi d'acqua con la loro forza erosiva asportarono i sedimenti del periodo precedente spessi anche centinaia di metri, ricoprendo il bacino con depositi fluviali megaconoidi. Un milione di anni fa il clima subì un ulteriore cambiamento aumentarono le piogge e le temperature si fecero più fredde. Questo portò alla nascita dei ghiacciai alpini, le lingue glaciali correvano lungo le valli, approfondendole ed allargandole talvolta arrivavano fino alla pianura. Il materiale detritico che proveniva dai monti costruì imponenti anfiteatri morenici, riconoscibili allo sbocco delle Valli della Dora Riparia e della Dora Baltea e nelle zone intorno ai Laghi Maggiore e d'Orta.

## Evoluzione del Piemonte Centrale
Nel corso degli ultimi 100.000 anni il percorso dei fiumi nel Piemonte centrale, il Po ed il Tanaro ha subito grandi cambiamenti che hanno caratterizzato la conformazione di quel territorio, il Po che ora scorre a nord della Collina di Torino e del Monferrato 60.000 anni fa scorreva a sud questo movimento era causato dalla presenza di movimenti tettonici e di ghiaccio nella Val Susa.
I movimenti tettonici inclinarono la direzione progressivamente fino a farla divenire quella attuale. 
In corrispondenza di Moncalieri il fiume erose i depositi di ghiaccio della Val Susa e prese la direzione attuale verso nord.
40.000 anni fa il Tanaro nella pianura piemontese scorreva verso nord-ovest e raggiungeva il Po laddove oggi sorge la città di Carmagnola.
Il suo corso progressivamente raggiunse quello di altri piccoli corsi d'acqua che scorrevano anch'essi verso nord-est, negli eventi di piena le acque del Tanaro tracimarono negli altri affluenti e il corso del fiume si spostò più verso est.

## Evoluzione geologica attuale in Piemonte
Attualmente sono in atto in Piemonte notevoli evoluzioni geologiche:
- i rilievi collinari sono in continua evoluzione
- sulle cime delle colline astigiane vi sono ancora testimonianze del movimento verso est del fiume Tanaro
- Nelle Langhe i corsi d'acqua che scorrono verso nord-est hanno quasi completamente cancellato la precedente morfologia glaciale
- Il Tanaro cambia percorso nell'abitato di Bra deviando verso il piccolo torrente che scorre verso Alba ed Asti.
- Tutti i corsi d'acqua piemontesi sono in fasi di approfondimento per la rimozione dei sedimenti marini e si ha la formazione di profonde scarpate a livello delle loro rive.
- L'arretramento dei ghiacciai porta alla comparsa di nuove pianure.

## Curiosità geologiche del Piemonte, gli Anfiteatri morenici
In Piemonte si trovano due importanti anfiteatri morenici, quello di Ivrea e quello di Rivoli-Avigliana.

### L'anfiteatro di Ivrea
La costruzione dell'anfiteatro morenico di Ivrea avvenne circa un milione di anni fa, il ghiaccio che scendeva dalla Valle della Dora Baltea si spinse dentro alla Pianura Padana ancora in formazione. 
Peculiarità dell'anfiteatro di Ivrea:
- La Serra è uno scenografico rilievo collinare dell'ampiezza di 20 km e rappresenta il cordone morenico laterale sinistro della Baltea.
- I 5 laghi di Ivrea occupano conche rocciose scavate dal ghiaccio.
- Nei dintorni di Ivrea si trova un bosco particolare dove saltando si muove tutto il terreno e gli alberi circostanti tanto da dare a quel luogo la nomea di "terre ballerine". Questo è prodotto dalla presenza di una torbiera formatasi dall'antico fondo di un lago in cui si sono accumulati resti vegetali che decomponendosi hanno dato appunto origine alla torba che rende il terreno da essa ricoperto particolarmente elastico.
- Aurifondine della Bessa, una miniera d'oro sul margine sinistro dell'anfiteatro morenico. L'oro proviene dalla Valle d'Ayas in Val d'Aosta, ed è stato trasportato dai filoni di ghiaccio.

### L'anfiteatro Rivoli-Avigliana
L'anfiteatro Rivoli-Avigliana si trova allo sbocco della Val Susa, è stato formato in una fase di massima espansione dal ghiacciaio segusino che si spinse fin quasi a Torino a testimonianza di ciò la presenza di collinette moreniche.
È interessante la presenza di massi erratici, alcuni dei quali sono stati inglobati dall'interland torinese e spesso distrutti per ricavarne materiale da costruzione.
Attorno a questi massi che affiorano e che oggi sono usati come palestre per le arrampicate o come attrazioni naturalistiche sono sorte delle leggende legate all'inquietudine dell'uomo che non riusciva a spiegarsene l'origine.